# Freeform
A Freeform egy amerikai televíziós csatorna. Tulajdonosa a Walt Disney Television, a The Walt Disney Company része. A Freeform elsősorban tinédzserek és fiatal felnőttek számára készített műsorokat sugároz, néhány műsor pedig kifejezetten a 14-34 éves nők felé irányul. Műsorai magukban foglalják a kortárs, hálózaton kívüli szindikált visszajátszásokat és az eredeti sorozatokat, játékfilmeket valamint TV-filmeket.

## Fordítás
- Ez a szócikk részben vagy egészben  a   Freeform (TV channel) című angol Wikipédia-szócikk fordításán alapul.  Az eredeti cikk szerkesztőit annak laptörténete sorolja fel. Ez a jelzés csupán a megfogalmazás eredetét és a szerzői jogokat jelzi, nem szolgál a cikkben szereplő információk forrásmegjelöléseként.